# Maurolicus walvisensis
Maurolicus walvisensis és una espècie de peix pertanyent a la família dels esternoptíquids.

## Descripció
- Fa 4,7 cm de llargària màxima.
- Nombre de vèrtebres: 33-35.[5][6]

## Hàbitat
És un peix marí i batipelàgic que viu entre 0-50 m de fondària.

## Distribució geogràfica
Es troba a Namíbia i Sud-àfrica.

## Observacions
És inofensiu per als humans.